# Espetero
El de espetero es un oficio tradicional de la costa relacionado con el asado de pescado en espeto. En la provincia de Málaga, en España, se mantiene en los chiringuitos, en los merenderos y en los restaurantes, junto a la playa, donde una persona pincha el pescado, generalmente sardinas, en un palo de caña y lo asa clavado junto a las brasas.
En el paseo marítimo Antonio Banderas, junto a la playa de La Misericordia de la ciudad de Málaga, se inauguró en junio de 2006 un monumento a este oficio, obra de Machú Harras, que se une a otros monumentos que representan oficios tradicionales malagueños, tales como el cenachero, el biznaguero o el marengo.